# José Rafael Palma Capetillo
José Rafael Palma Capetillo más conocido como Palma Capetillo (n. Mérida, Yucatán, México, 11 de septiembre de 1955) es un obispo católico, profesor y teólogo mexicano.

## Biografía
Nacido en la ciudad de Mérida, Yucatán el día 11 de septiembre de 1955.
Tiene cuatro hermanos y sus padres son José́ Rafael Palma Lizama y Myriam de los Ángeles Capetillo Casares.
Cuando era joven y descubrió su vocación religiosa, decidió ingresar en el seminario diocesano.
Fue ordenado diácono el 5 de junio de 1980 por Mons. Manuel Castro Ruiz, Arzobispo de Yucatán y un año más tarde al terminar su formación eclesiástica, fue ordenado sacerdote el 14 de junio en la Capilla del Pontificio Colegio Seminario Mexicano de Roma, por el cardenal español Antonio María Javierre Ortás S.D.B.
En 1982 obtuvo una Licenciatura en Teología moral por la Pontificia Universidad Gregoriana y a su regreso a México, apoyado siempre por su padre espiritual Mons. Manuel Castro Ruiz inició su ministerio pastoral como párroco, prefecto y profesor, siendo más tarde director espiritual del Seminario Conciliar de Yucatán. 
Al mismo tiempo colaboró como promotor y asesor espiritual en varias asociaciones civiles.
Durante estos años cabe destacar que también se ha desempeñado como Secretario Canciller y Vocero de la Arquidiócesis de Yucatán, Secretario Ejecutivo del Consejo Presbiteral; miembro y secretario de Actas en el Colegio de Consultores; Presidente de la Comisión Diocesana de Ética y de la Comisión Diocesana para la doctrina de la Fe. También fue abogado defensor del Tribunal Eclesiástico y asesor del Equipo Ecuménico "Cristianos por la Unidad y miembro de la Mesa de Diálogo Interreligioso".
Posteriormente el 2 de abril de 2004, el papa Juan Pablo II le nombró como nuevo Obispo Auxiliar de Yucatán y como Obispo titular de la antigua Diócesis de Vallis.
Recibió la consagración episcopal el 3 de junio de ese año, a manos del actual Emérito de Yucatán Emilio Carlos Berlie Belaunzarán actuando como consagrante principal y como co-consagrantes tuvo al Cardenal y entonces nuncio apostólico en el país "monseñor" Giuseppe Bertello y al entonces Arzobispo de Tijuana "monseñor" Rafael Romo Muñoz.
El papa Francisco lo ha nombrado el día 28 de abril de 2016 como auxiliar de la arquidiócesis de Xalapa.
Dentro de la Conferencia del Episcopado Mexicano (CEM), ha ejercido de miembro de la Comisión de Vocaciones y Ministerios, coordinador de la dimensión de Pastoral Vocacional y Presidente de la CEVyMt.